# Девід Ньяті
Девід Ньяті (англ. David Nyathi, нар. 22 березня 1969) — південноафриканський футболіст, що грав на позиції захисника. Виступав, зокрема, за клуби «Тенерифе», «Кальярі» та «Анкарагюджю», а також національну збірну ПАР.

## Клубна кар'єра
Професіональним футболом розпочав займатися у клубі «Денжерус Даркіс», який дебютував у сезоні 1991 року в НСЛ. Після дебютного сезону, в якому його команда посіла місце в нижній частині турнірної таблиці, Девід «пішов на підвищення» до клубу «Орландо Пайретс». Він став частиною команди після повернення Бафани Бафани до міжнародного футболу в 1992 році. Потім перейшов до «Кейптаун Сперс», в складі якого в 1995 році оформив золотий дубль, вигравши національний чемпіонат та кубок. Протягом 1996 року захищав кольори команди клубу «Кайзер Чіфс».
Своєю грою за останню команду привернув увагу представників тренерського штабу клубу «Тенерифе», до складу якого приєднався 1996 року. Відіграв за клуб із Санта-Крус-де-Тенерифе наступний сезон своєї ігрової кар'єри. Протягом 1997—1998 років захищав кольори команди клубу «Санкт-Галлен». 1998 року уклав контракт з клубом «Кальярі», у складі якого провів наступний рік своєї кар'єри гравця. 2000 року перейшов до клубу «Анкарагюджю», за який відіграв 1 сезон й завершив професійну кар'єру футболіста.

## Виступи за збірну
1992 року дебютував в офіційних матчах у складі національної збірної ПАР. Протягом кар'єри у національній команді, яка тривала 8 років, провів у формі головної команди країни 45 матчів, забивши 1 гол.
У складі збірної був учасником Кубка африканських націй 1996 року у ПАР, здобувши того року титул континентального чемпіона, розіграшу Кубка конфедерацій 1997 року у Саудівській Аравії, Кубка африканських націй 1998 року у Буркіна Фасо, де разом з командою здобув «срібло», чемпіонату світу 1998 року у Франції.

## Титули і досягнення
- Переможець Кубка африканських націй: 1996
- Срібний призер Кубка африканських націй: 1998